# Blue Valentine
Blue Valentine — шестой студийный альбом автора-исполнителя Тома Уэйтса, изданный 5 сентября 1978 года. На обратной стороне обложки вместе с Томом изображена его тогдашняя возлюбленная Рики Ли Джонс.

## Песни
- «Somewhere» — песня является номером из мюзикла «Вестсайдская история» в интерпретации Уэйтса.
- «Christmas Card from a Hooker in Minneapolis» — построена как письма проститутки человеку по имени Чарли. Она пишет, что беременна и имеет стабильные отношения с человеком, который обещает заботиться о ребёнке как о своём сыне. В конце песни она признаётся Чарли, что солгала насчёт мужа, и сейчас отбывает срок в тюрьме с правом на условно-досрочное освобождение в день Святого Валентина. Текст является адаптацией стихов Чарльза Буковски «Charlie, I’m pregnant» и «The Roominghouse Madrigals».
- «Romeo Is Bleeding» — по словам Уэйтса, песня основана на реальных событиях, произошедших в Лос-Анджелесе. Тогда некий лидер мексиканской банды был ранен и умер в кинотеатре в центре Лос-Анджелеса. В тексте песни используются испанские фразы: «Hey Pachuco!», «Dáme esa pistola, hombre!», «Hijo de la chingada madre!» и «Vamos a dormir, hombre». Сочиняя эту песню, Том испытал определённое влияние гангстерских фильмов с Джеймсом Кэгни. В 1993 году песня дала название фильму с Гэри Олдменом в главной роли — «Ромео истекает кровью».
- «Kentucky Avenue» — содержит автобиографические элементы. Уэйтс жил в городе Уиттер, Калифорния, на улице с таким названием. Многие слова песни относятся к реальным людям из детства Тома. Миссис Сторм — соседка, сидевшая у кухонного окна с дробовиком 12-го калибра. Возможно, сильное влияние на Уэйтса оказал друг детства, мальчик по имени Киппер, страдавший от полиомиелита и использовавший инвалидное кресло.

## Список композиций
Первая сторона:
| №  | Название                                      | Длительность |
| -- | --------------------------------------------- | ------------ |
| 1. | «Somewhere»                                   | 3:53         |
| 2. | «Red Shoes by the Drugstore»                  | 3:14         |
| 3. | «Christmas Card from a Hooker in Minneapolis» | 4:33         |
| 4. | «Romeo Is Bleeding»                           | 4:52         |
| 5. | «$29.0»                                       | 8:15         |

Вторая сторона:
| №  | Название                                       | Длительность |
| -- | ---------------------------------------------- | ------------ |
| 1. | «Wrong Side of the Road»                       | 5:14         |
| 2. | «Whistlin' Past the Graveyard»                 | 3:17         |
| 3. | «Kentucky Avenue»                              | 4:49         |
| 4. | «A Sweet Little Bullet from a Pretty Blue Gun» | 5:36         |
| 5. | «Blue Valentines»                              | 5:49         |

## Участники записи
- Том Уэйтс — вокал, фортепиано, гитара
- Рэй Кроуфорд, Роланд Ботиста, Элвин Робинсон — электрогитара
- Скотт Эдвардс, Джим Хьюхарт, Бирон Миллер — бас-гитара
- Джордж Дюк, Гарольд Баттист — пианино
- Чарльз Кинард — орган
- Герберт Хардести, Фрэнк Викари — тенор-саксофон
- Рик Лоусон, Эрл Палмер, Чип Уайт — барабаны
- Бобби Холл Портер — конга (на «Romeo Is Bleeding»)
- Боб Алкивар — оркестровка